# Ptilorrhoa bleu
Ptilorrhoa caerulescens
Espèce
Statut de conservation UICN

 LC  : Préoccupation mineure
Le Ptilorrhoa bleu (Ptilorrhoa caerulescens) est une espèce d'oiseau de la famille des Cinclosomatidae.
Cet oiseau est répandu en Nouvelle-Guinée.